# Basílica de la Inmaculada Concepción (Ouidah)

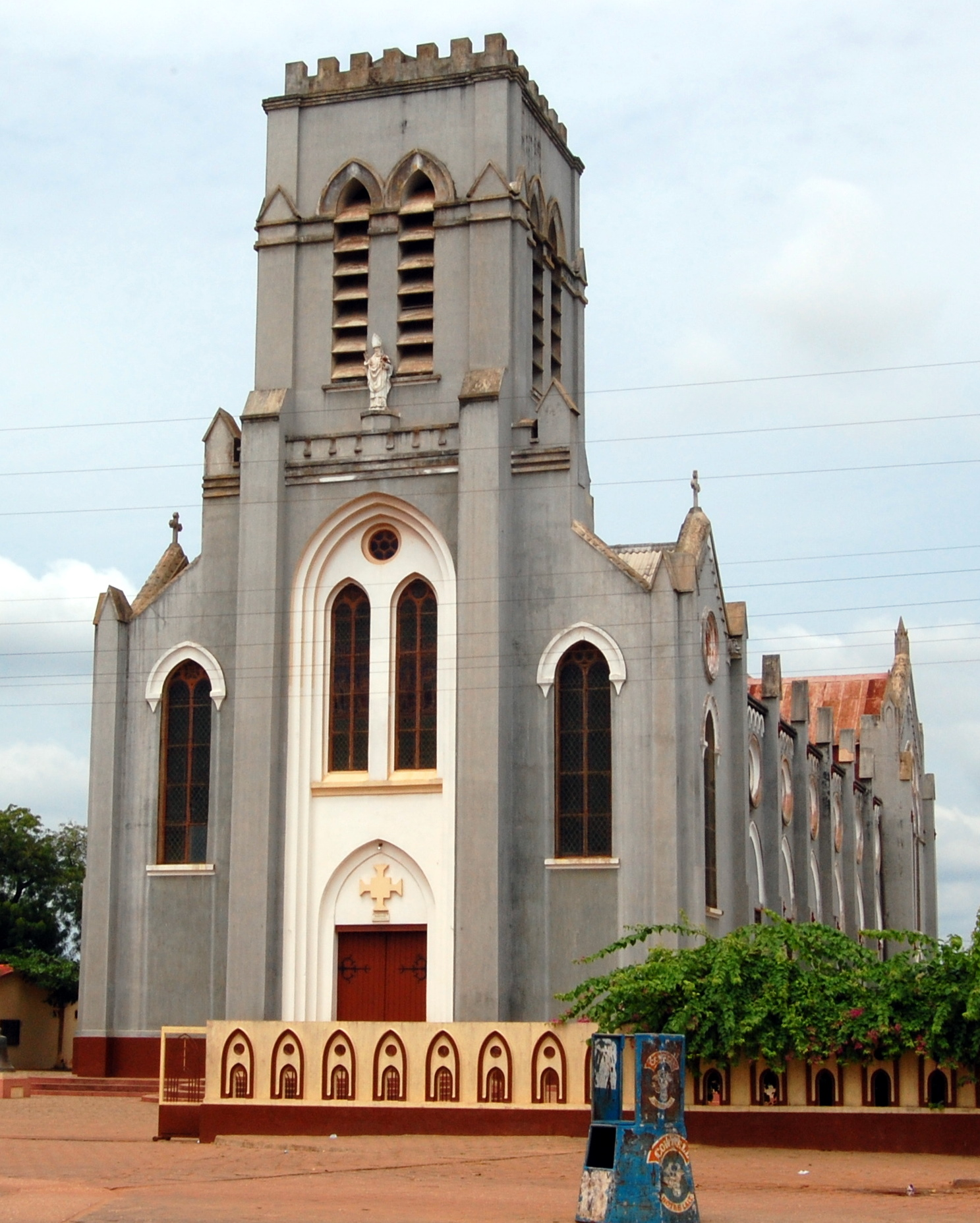
Basílica de la Inmaculada Concepción en Ouidah, Benín.

La Basílica de la Inmaculada Concepción es una basílica menor de culto católico que se encuentra en la ciudad de Ouidah en el sur de Benín.
La basílica fue construida en 1903 por iniciativa de monseñor Luis Dartois, primer vicario apostólico de Dahomey, fue terminada en 1909. Fue la primera catedral del África occidental y la sede del Vicariato Apostólico de Dahomey hasta su traslado de Ouidah a Porto Novo (la capital del país) en 1954, preludio de la creación de la Diócesis de Porto-Novo en 1955.
La basílica que posee una arquitectura gótica puramente europea fue elevada al título de basílica menor por el Papa Juan Pablo II el 9 de noviembre de 1989. En 2009, se celebró el centenario de la consagración del santuario. En noviembre de 2011 la Basílica de la Inmaculada Concepción de Ouidah recibió la visita del Papa Benedicto XVI durante su viaje apostólico a Benín.